# Griseldis (téléfilm)
Pour plus de détails, voir Fiche technique et Distribution.
Griseldis est un téléfilm allemand réalisé par Peter Beauvais, diffusé en 1974.
Il s'agit de l'adaptation du roman du même nom de Hedwig Courths-Mahler.

## Synopsis
Lorsque la comtesse Alice von Treuenfels est retrouvée morte dans son lit, son mari Harro est accusé de l'avoir tuée avec un poison qu'il gardait dans le compartiment secret de son bureau. Après tout, il avait un mobile à cause de l'infidélité de sa femme et était le dernier dans la chambre d'Alice. Bien qu'Harro soit acquitté faute de preuves, il est depuis lors rejeté par la société noble. Même son voisin et meilleur ami, le baron Fritz von Dalheim, ne le salue plus. Les seules personnes qui croient en son innocence sont sa petite fille Gilda et sa cousine Beate, qui vit également au château de Treuenfels et aime passionnément mais sans contrepartie sa cousine.
Alors qu'Harro cherche un précepteur pour Gilda, Ronach lui recommande Griseldis, une jeune femme qui aime s'amuser et qui vit dans un couvent depuis la mort de son père. Elle est informée de son sort par l'intermédiaire du chef du couvent, une parent de Harro. Lorsqu'elle arrive, elle tombe immédiatement amoureuse de lui, il est également fasciné par elle et elle s'entend tout de suite aussi avec Gilda. Seule Beate traite sa concurrente avec sévérité et froideur. Griseldis croit fermement en l'innocence d'Harro et décide de le prouver. Dans la forêt, elle rencontre accidentellement sa vieille amie Tilly, qui est fiancée au voisin d'Harro, Fritz von Dalheim. Pour le bien de Griseldis, Tilly persuade son fiancé de renouer avec Harro et de lui rendre visite. Harro, qui souffre de son isolement de la société, en est très heureux et reconnaissant.
Griseldis fait un rêve étrange qui lui donne des indices sur les véritables circonstances de la mort d'Alice, et elle suit ces indices : Dans sa chambre, elle trouve une cheminée secrète dans le mur derrière un tableau. Elle soupçonne qu'elle mène à une ancienne tour adjacente à la pièce mais difficilement accessible. Dans la chambre d'Alice, qui se trouve juste en dessous de la sienne, elle trouve une cheminée identique directement au-dessus de la table de chevet. Elle demande à Harro de pouvoir visiter la tour, et Harro en profite pour faire restaurer les pièces de la tour, longtemps inutilisées. Cette décision rend Beate visiblement nerveuse.
Harro est maintenant de plus en plus amoureux de Griseldis, lui avoue son amour et lui demande la main en mariage. Elle dit oui, mais demande que l'annonce des fiançailles soit reportée, car elle espère trouver bientôt la preuve de l'innocence d'Harro. Dans la salle de la tour, Griseldis trouve enfin l'autre entrée de la cheminée secrète, et dans la cheminée, elle trouve une bague de Beate, qu'elle prétendait avoir perdue dans la neige l'hiver dernier. Cela est clair : Beate a versé le poison dans le verre à vin d'Alice à travers le fût et dans le verre à vin qui se trouvait sur sa table de chevet
Beate surprend Griseldis et l'enferme dans la cheminée. Puis elle se rend dans sa chambre et se suicide avec le poison restant. Elle avait dit à une femme de chambre que Griseldis était parti voir les Dalheim et qu'elle ne se sentait pas bien et ne voulait pas être dérangée avant le lendemain matin. Harro, qui rentre le soir, est irrité, demande en vain à voir Dalheim et cherche Griseldis partout. Il frappe les murs et la trouve ainsi. Il enfonce ensuite la porte de Beate et retrouve son corps. Harro résume : « C’est mieux ainsi. Une comtesse Treuenfels ne doit pas mourir aux mains d'un bourreau. »
Le film se termine par des images des célébrations du mariage de Tilly et Fritz ainsi que de Griseldis et Harro.

## Fiche technique
- Titre original : Griseldis
- Réalisation : Peter Beauvais assisté de Bruno Voges
- Scénario : Peter Beauvais
- Musique : Bernd Kampka (de)
- Direction artistique : Götz Heymann (de)
- Costumes : Barbara Baum
- Photographie : W. P. Hassenstein (de)
- Son : Frank Lerbs
- Montage : Christa Kemnitz
- Société de production : Süddeutscher Rundfunk (de)
- Pays d'origine :  Allemagne
- Langue : allemand
- Format : Couleur - 1,33:1 - mono - 35 mm
- Genre : Drame
- Durée : 103 minutes
- Dates de sortie :
  -  Allemagne de l'Ouest : 9 juin 1974.
  -  Autriche : 6 janvier 1975.

## Distribution
- Sabine Sinjen : Griseldis von Ronach
- Klaus Barner (de) : le grave Harro von Treuenfels
- Tatjana Iwanow : la comtesse Beate von Treuenfels
- Andrea Schober : la comtesse Gilda von Treuenfels
- Katrin Schaake : la comtesse Alice von Treuenfels
- Claudia Rieschel (de) : Tilly von Sarnow
- Friedrich von Thun : le baron Fritz von Dalheim
- Marlene Riphahn : la comtesse Anna Salitz-Halm
- Heinz Ulrich (de) : Grollmann
- Gert Westphal (de) : le narrateur

## Production
Le film est réalisé en 1973. Le château de Vinsebeck sert de décor.

## Source de traduction
- (de) Cet article est partiellement ou en totalité issu de l’article de Wikipédia en allemand intitulé « Griseldis (Film) » (voir la liste des auteurs).

1. ↑  (de) Klaus M. Schmidt, Ingrid Schmidt, Lexikon Literaturverfilmungen : Verzeichnis deutschsprachiger Filme 1945-2000, J.B. Metzler, 2016, 650 p. (ISBN 9783476027276, lire en ligne), p. 39
2. ↑  (de) Knut Hickethier, Peter Hoff, Geschichte des deutschen Fernsehens, J.B. Metzler, 2016, 594 p. (ISBN 9783476055781, lire en ligne), p. 350
3. ↑  (de) « Romantik, Liebe, Sauberkeit », sur Die Zeit (consulté le 13 mars 2024)